# Karangsinom
Karangsinom is een bestuurslaag in het regentschap Karawang van de provincie West-Java, Indonesië. Karangsinom telt 6171 inwoners (volkstelling 2010).